# Єрміловка
Єрмі́ловка (рос. Ермиловка) — село у складі Чаїнського району Томської області, Росія. Входить до складу Підгорнського сільського поселення.

## Населення
Населення — 199 осіб (2010; 213 у 2002).
Національний склад (станом на 2002 рік):
- росіяни — 88 %